# Ogledi Roberta Nimanija
Ogledi Roberta Nimanija je naziv knjige satiričnih priča književnika Perice Jokića. Knjiga je izašla u izdanju Udruženja balkanskih satiričara Srbije „Jež“, Beograd, 2015. godine.

## Veoma dobre priče
Na zvonu za upozorenje, na naslovnoj strani knjige, piše veoma dobre priče. Robert Nimani, stručnjak za korigovanje logike, nakon uspešnih „terapija“ u Iskustvima Roberta Nimanija, nastavlja sa svojom uspešnom praksom i u Ogledima. Prče, a njih je u knjizi 145, po svojoj strukturi deluju kao brzopotezna šahovska partija. Najčešće se dešava da se, rešavanjem jednog slučaja, nehotice reši nešto sporedno, a onda to postaje primarna stvar u celoj priči. Priče često idu rubom fantastike, češće rubom nelogičnosti, odnosno nadrealizma, ali kraj je uvek efektan, gotovo s porukom.

## Jezik i stil
Jezik Perice Jokića je razumljiv, bez zanosa, jednostavan, toliko prirodan da od snega sa njegove slike „Jedan zimski trenutak“ može grudva da se napravi. Rečenica je oslobođena svih suvišnih reči, a priča svih nepotrebnih rečenica. Oslobađa se svega do trenutka dokle priča može da postoji. Zatim sačuva taj minimum skupocenog teksta već oblikovanog u dijamant.

## Etalon za duhovitost
Duhovitost Perice Jokića je izuzetna. Njegov talenat u ovoj oblasti je neosporan. U vreme Kosovskog boja nije postojao auto otpad pa ne treba zameriti Kosovki devojci što je za šasiju od golfa pomislila da je oklop Miloša Obilića. On sasvim normalno govori o pojavama koje izazivaju grotesku, a kao da ga pri tom ništa ne dodiruje.

## Recenzije
- Između Perice Jokića i Roberta Nimanija ne postoji razlika. To je zbir dva genija. Oni tumbaju svet naopačke. I kod njih se ipak okreće, ali u kontra smeru. Kod njih pacijenti leče doktore, lopovi hapse policajce, a đavoli isteravaju popove. Neki bi rekli crni humor, ali zapravo sve je ovde crno na belo, samo treba (pravilno) gledati. Gledati i čitati između redova. A redova je malo, jer su oni sve doveli u red. Kratki su i jasni. Ništa ih ne razumemo. A oni to baš i žele. Da nas nateraju da se smejemo na naš račun.  (Igor Damnjanović)
- Perica Jokić je svоje opite Roberta Nimanija obavljao tako što je jednim okom gledao na zapad. U pravcu Ebrouza Birsa. A drugim na istok. Tamo gde se lako može uočiti Danil Harms. Koristeći se onim do čega su došla ova dvojica njegovih velikih prethodnika Perica Jokić se potrudio da im bude makar do kolena. Tako nešto ne uspeva ni piscima koji su umišljeni da su mnogo poznatiji i talentovaniji od Perice Jokića. Naprotiv, pažljivom čitaocu opita Roberta Nimanija neće promaći da je u velikom broju svojih kratkih beležaka, Perica Jokić po svežini na onoj istoj vetrometini, kako se domaća promaja umetnički zove, na kojoj su se pre njega nalazili i Harms i Birs.  (Radivoje Bojičić)[4]

## Eksperimenti Perice Jokića
Perica Jokić svoje eksperimente provodi u svojoj književnoj laboratoriji, u kojoj, kad se i desi neka eksplozija, ona rezultira samo primalnim praskom, što je unutrašnje osećanje svakog autora koji se bavi pisanjem. U svom eksperimentalnom književnom progamu, Perica Jokić nije pošao od nule. Iako je takvo jedno polazište česta startna pozicija u našoj savremenoj literaturi. U svojim književnim istraživanjima, Perica Jokić kao i svaki literarni inovator svoje opite je prvo primenio na sebi. Da, ako mu se nešto i dogodi, to ostane unutar kuće. A, tek onda kad postane posve siguran da mu samom nije ništa, onda to izdavanjem na svijet, razglasi kroz vreme i prostor.

## Publikacije
U Međunarodnoj zbirci pesama, kratkih priča i aforizama "Goli život u umetnosti", koju je izdalo Udruženje balkanskih umetnika (Beograd, 2014), našle su se i četiri priče iz Jokićeve knjige Ogledi Roberta Nimanija.

## Spoljašnje veze
- Perica Jokić: OGLEDI ROBERTA NIMANIJA, satirične priče
- Četiri priče, Jež, leto 2016. Архивирано на веб-сајту  (22. април 2017)